# Anders Andersson i Stora Berga
Anders Andersson (i riksdagen kallad Andersson i Stora Berga), född 22 juni 1791 i Klockrike socken, död 6 juni 1851 i Klockrike socken, var en svensk riksdagsman i bondeståndet.
Andersson företrädde Finspånga läns samt Bråbo, Gullbergs och Bobergs härader av Östergötlands län vid riksdagen 1834–1835.
Vid 1834–1835 års urtima riksdag var Andersson ledamot i förstärkta bankoutskottet och statsrevisorssuppleant.